# العالم ليس كافيا (نينتندو 64)
العالم ليس كافياً (نينتندو 64) (بالإنجليزية: (The World Is Not Enough (Nintendo 64)‏ هي لعبة فيديو مطلق النار من منظور شخص أول تم تطويرها بواسطة يوروكوم وتستند إلى فيلم جيمس بوند 1999 والتي تحمل نفس الاسم. تم نشرها بواسطة إلكترونك آرتس وتم إصداره لـ نينتندو 64 في 17 أكتوبر 2000، قبل وقت قصير من إصدار نظيره في بلاي ستيشن. تتميز اللعبة بحملة لاعب واحد يتولى فيها اللاعبون دور وكيل إمI6 جيمس بوند وهو يقاتل لمنع إرهابي من التسبب في انهيار نووي في مياه إسطنبول. يتضمن وضع متعدد اللاعبين مقسم إلى شاشة حيث يمكن لما يصل إلى أربعة لاعبين التنافس في أنواع مختلفة من ألعاب الموت والألعاب القائمة على الأهداف.
تعمل اللعبة بمحرك تم تكييفه للاستفادة من نقاط قوة نينتندو 64. على الرغم من أن يوروكوم استخدمت مواد الإنتاج الأصلية لإعادة إنشاء بيئات الفيلم، إلا أن الشركة أضافت عناصر للمساعدة في تصميم اللعبة، بما في ذلك المهمة التي تجري في مترو أنفاق لندن. تدعم اللعبة حزمة توسعة نينتندو 64، الذي يوفر رسومات محسّنة وتأثيرات بصرية، ولكن يلزم وجود جهاز تحكم لحفظ تقدم اللاعب خلال اللعبة.
تلقى العالم ليس كافياً (نينتندو 64) مراجعات إيجابية بشكل عام من النقاد وتمت مقارنته بشكل متكرر بألعاب رارز ليمتد نينتندو 64 أول شخص يطلق النار غولدن آي 007 وبيرفكت دارك. كما تمّ اعتباره متفوقاً على نظيره في بلاي ستيشن، نظراً لتصميمه المستوي وإدراجه في وضع متعدد اللاعبين. أشاد النقاد عموماً برسومات اللعبة ومعدل الإطارات السلس، لكنهم انتقدوا الذكاء الاصطناعي للعدو الضعيف وغير المتسق. في الولايات المتحدة، باعت اللعبة أكثر من مليون نسخة.

## طريقة اللعب
العالم ليس كافياً هي لعبة إطلاق نار من منظور شخص أول تستند إلى فيلم جيمس بوند لعام 1999 من إم جي إم (وهي شركة لإنتاج الأفلام) الذي يحمل نفس الاسم، حيث يتولى اللاعب دور جيمس بوند من خلال 14 مهمة مع ثلاثة إعدادات صعوبة. يتمتع اللاعب بالقدرة على الجري والقفز والانحناء والسباحة والغوص تحت الماء لفترة قصيرة من الزمن. يتم لعب إحدى المهام كقذف بالسكك الحديدية حيث يتزلج اللاعب على الجبل. في كل مهمة، يجب على اللاعب إكمال عدد من الأهداف أثناء مواجهة أعداء يتحكم فيهم الذكاء الاصطناعي للعبة. وتتراوح الأهداف من إنقاذ الرهائن إلى تدمير المركبات وجمع الأشياء. تتطلب بعض الأهداف من اللاعب استخدام العديد من الأدوات عالية التقنية. على سبيل المثال، يمكن استخدام لوحة المفاتيح ديكريبتر لفك تشفير أنظمة القفل، بينما يكون الماسح الضوئي للمعرف مفيداً لنسخ بصمات الأصابع.
تختلف أهداف المهمة من حيث الكمية والطول اعتماداً على إعداد الصعوبة المختار. تؤثر إعدادات الصعوبة أيضاً على دقة العدو وأضراره، وتوافر مساعدة التصويب التلقائية الاختيارية للعبة. يمكن للاعب استخدام عدة أسلحة، بما في ذلك المسدسات والمدافع الرشاشة والبنادق الهجومية وبندقية الرش وبندقية القنص وقاذفة الصواريخ. يجب إعادة تحميل الأسلحة بعد عدد معين من الطلقات وأن يكون لها أوضاع إطلاق نار بديلة. على سبيل المثال، يمكن استخدام ولفرام بي كي 2 مع أو بدون كاتم الصوت. بالإضافة إلى ذلك، يحمل اللاعب دائماً ساعة يد يمكن استخدامها لصعق الأعداء أو إطلاق سهام مهدئة أو رمي خطاف تصارع أو إصدار شعاع ليزر لفتح الأقفال. في بعض المهام، يمكن للاعب أيضاً استخدام نظارات الرؤية الليلية أو الأشعة السينية للتغلب على الأعداء. يتمتع اللاعب بقدر معين من الصحة التي تقل عندما يهاجمه الأعداء. لا توجد عناصر للتعافي الصحي في اللعبة، على الرغم من أنه يمكن الحصول على الدروع الواقية للبدن لتوفير معيار صحي ثانوي. أيضاً مطلوب نينتندو 64 كونتزول باك لحفظ تقدم اللاعب خلال اللعبة.
بالإضافة إلى مهام اللاعب الفردي، تتميز لعبة العالم ليس كافياً نينتندو 64 بوضع متعدد اللاعبين حيث يمكن لما يصل إلى أربعة لاعبين التنافس ضد بعضهم البعض في أنواع مختلفة من الألعاب، بدءاً من مباراة الموت التقليدية إلى الألعاب القائمة على الهدف مثل التقاط العلم أو ملك التل. تشمل أنواع الألعاب الأخرى آخر وكيل يقف، حيث يبدأ اللاعبون اللعبة بعدد محدود من الأرواح ويجب عليهم البقاء على قيد الحياة حتى يستنفد اللاعبون المنافسون حياتهم، والإرتباط، حيث يجب على اللاعبين العثور على وحدات الإرتباط الصاعد المتناثرة في المواقع الرئيسية على الخريطة ولمسها لتسجيل النقاط. يمكن لعب الألعاب متعددة اللاعبين على 14 خريطة مختلفة ويمكن أن تشمل أيضاً برامج الروبوت. يمكن تغيير مظهر الروبوتات ومقدار صحتها لمطابقة تفضيلات اللاعب.

## القطع

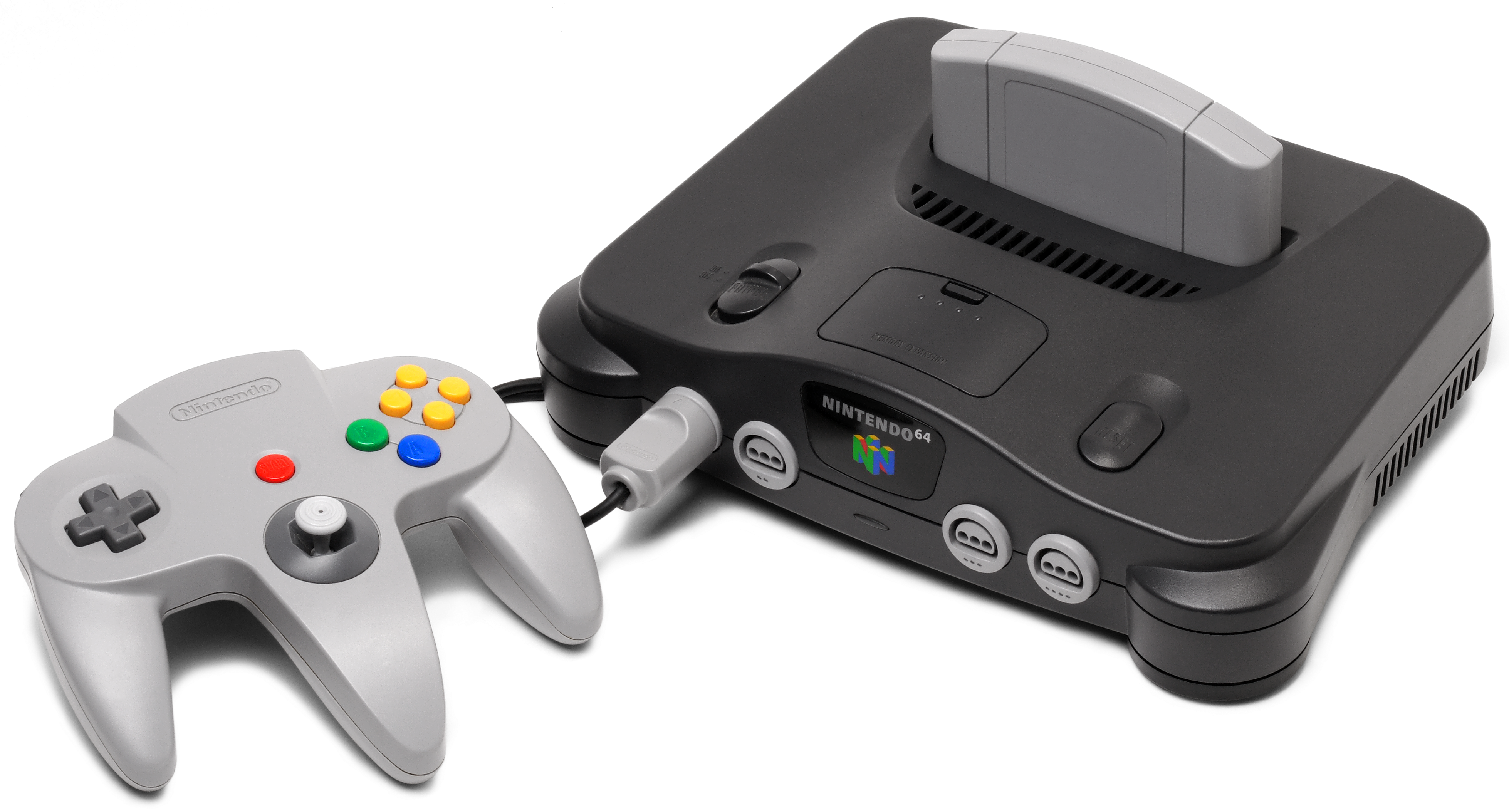
يعمل العالم ليس كافياً على مُحرك يستفيد من قوة نينتندو 64

تتبع اللعبة عن كثب مؤامرة الفيلم. تم إرسال وكيل إم 16 جيمس بوند إلى بلباو بإسبانيا للقاء مصرفي سويسري واسترداد الأموال لروبرت كينج، صديق إم الذي اشترى تقريراً سرياً من وزارة الطاقة الذرية الروسية. يُعتقد أن التقرير، الذي أخذ من عميل إم 16 ميت، يحتوي على معلومات حول الإرهابيين الذين هاجموا خط أنابيب النفط في كينغز في كازاخستان. يسأل بوند المصرفي الذي قتل عميل إم 16، لكنه قُتل بشكل غير متوقع على يد قاتل. يهرب بوند بالمال ويأخذه إلى مقر إم 16 في لندن. ثم شنت مجموعة إرهابية هجوماً على مقر إم 16، مما دفع بوند إلى ملاحقة القاتل من خلال محطة مترو أنفاق لندن. يُقدم بوند لها الحماية، لكنها تقتل نفسها في النهاية بتفجير منطاد الهواء الساخن. يتتبع جهاز إم 16 الأموال المستردة إلى عميل كي جي بي الذي تحول إلى إرهابي معروف باسم ريندر، والذي اختطف سابقاً ابنة الملك إلكترا. يكلف «إم» بوند بحماية «إلكترا» التي توشك على الإشراف على إنشاء خط أنابيب نفط في أذربيجان.
خلال جولة في المسار المقترح لخط الأنابيب في الجبال، تعرضت بوند وإليكترا للهجوم من قِبل فرقة قتال في عربات ثلجية مسلحة ومجهزة بالمظلات. يشتبه بوند في أن الهجوم كان بسبب دافيدوف، رئيس الأمن في شركة إليكترا، ويقرر قتله قبل أن يحل محله على متن رحلة إلى قاعدة روسية للصواريخ البالستية العابرة للقارات في كازاخستان. هناك يلتقي بوند بالفيزيائي النووي «كريسماس جونز» ويعلم منه أن «رينارد» تمكن من سرقة البلوتونيوم من رأس نووي.  للحصول على دليل حول المكان الذي قد يختبئ فيه رينارد، يزور بوند خصماً سابقاً للمافيا الروسية، «فالنتين زوكوفسكي» الذي يكشف أن إلكترا كانت في مقابل استخدام غواصة يقودها ابن أخيه حالياً. يدرك جونز أنه إذا قام رينارد بإدخال البلوتونيوم المسروق في المفاعل النووي للغواصة، فإن الانفجار النووي الناتج سيدمر اسطنبول، ويدمر خط أنابيب النفط الروسي في مضيق البوسفور في اسطنبول، تم القبض على بوند وجونز من قبل أتباع إلكترا. يتم أخذ جونز على متن الغواصة، بينما يتم نقل بوند إلى برج العذراء. بمساعدة زوكوفسكي، قتل بوند إلكترا وصعد إلى الغواصة. في النهاية، وجد بوند رينارد في مفاعل الغواصة وقتله قبل أن يهرب مع جونز.

## التطوير
تم تطوير لعبة العالم ليس كافياً بواسطة يوروكوم ونشرتها إلكترونك آرتس التي شكلت شراكة مع إم جي إم في أواخر عام 1998 لإنتاج ألعاب تستند إلى المُلكية الفكرية لشركة إم جي إم. في ذلك الوقت، كانت يوروكوم قد بدأت في تطوير محرك ثلاثي الأبعاد «قابل للتطوير للغاية» من منظور الشخص الأول مخصص لمنصات الجيل السادس مثل نينتندو غيم كيوب. بعد أن حصلت إلكترونك آرتس على رخصة لعبة جيمس بوند، عرضت يوروكوم عليهم محركهم وسرعان ما بدأت الشركتان العمل معاً لإنتاج اللعبة التالية المُرخصة من شركة بوند. حدث هذا عندما كانت يوروكوم لا تزال تعمل على إصدار نينتندو 64 من مورتال كومبات 4.
تم إنشاء المحرك وتكييفه للاستفادة من نقاط قوة نينتندو 64. إنه قادر على تقديم معدل إطارات سريع وسلس مع توفير انفجارات الجسيمات وتأثيرات الإضاءة الديناميكية ومسافات السحب الطويلة والتأثيرات البيئية الأخرى مثل الضباب أو الدخان. كما أنه يدعم نينتندو 64 إكسبانشن باك، الذي يوفر رسومات وتأثيرات بصرية محسّنة. كان التركيز على معدل إطارات اللعبة والجوانب الفنية أولوية رئيسية لأن المطورين أرادوا أن تكون لعبة العالم ليس كافياً أسرع لعبة من منظور الشخص الأول على نظام نينتندو 64. وفقاً لـ يوروكوم، «نحن لا نعتقد أننا يمكن أن ندفعها أكثر مما لدينا».  بالإضافة إلى ذلك، نظراً لكون العالم ليس كافياً هي آخر لعبة نينتندو 64 من يوروكوم، فقد رأت الشركة أنها «أغنية بجعة لطيفة للخروج بها.»
لمساعدة يوروكوم في إعادة إنشاء بيئات الفيلم بشكل أصلي، قدم صانعوا الفيلم لشركة يوروكوم مواد الإنتاج الأصلية، بما في ذلك الرسومات والمخططات والصور الفوتوغرافية لمجموعات الفيلم. على الرغم من أن اللعبة تتبع حبكة الفيلم عن كثب، أضاف المطورون عناصر للمساعدة في تصميم اللعبة. على سبيل المثال، مستوى مترو أنفاق لندن، حيث يتعين على اللاعب إنقاذ عدة رهائن، ليس جزءاً من الفيلم. ومع ذلك، فإن مشهد مطاردة القوارب غير قابل للعب في اللعبة بسبب القيود في حجم خرطوشة نينتندو 64. وفقاً لمنتج اللعبة «بيل بيشم»، تتطلب طريقة اللعب القائمة على السيارة، إنشاء محرك منفصل من شأنه أن يضر بمحرك اللعبة الأساسي من منظور الشخص الأول. تمت ترقيم وجوه الشخصيات من ممثلي الفيلم، لكن المقلدين قدموا حواراً صوتياً. كان أحد الاستثناءات هو الممثل الإنجليزي جون كليز، الذي أعاد تمثيل دوره كـ آر.
حصلت إلكترونك آرتس على تصنيف المراهقين من مجلس تقدير البرمجيات الترفيهية لتجنب التصوير المكثف للعنف لأنهم شعروا أن الحركة السريعة ولحظات التجسس التي لا تُنسى هي ما كان دائماً يمثل إرث جيمس بود. في مايو 2000، تم تقديم اللعبة في معرض الترفيه الإلكتروني في لوس أنجلوس. في ذلك الوقت، كان تطوير اللعبة قد اكتمل بنسبة 75٪ تقريباً. تم إصدار اللعبة على خرطوشة 32 ميجابايت وتتضمن أكثر من 500 سطر من الكلام، والتي تم ضغطها باستخدام تقنية العامل 5. كان من المقرر إطلاق اللعبة في البداية في 20 نوفمبر 2000 في أمريكا الشمالية، ولكن تم إصدارها في النهاية قبل شهر واحد في 17 أكتوبر 2000 لأن يوروكوم تمكنت من إنهاء العمل على اللعبة بشكل أسرع من المتوقع في أوروبا، تم إصدار اللعبة في 8 ديسمبر 2000. لعبة مختلفة بعنوان العالم ليس كافياً تم إصدارها للبلاي ستيشن في نوفمبر 2000.

## الإقبال
تلقى العالم ليس كافياً مراجعات إيجابية بشكل عام من النقاد، الذين قارنوه كثيراً بألعاب رارس الشهيرة نينتندو 64، غولدن آي 007 وبيرفكت دارك. كما تم اعتباره متفوقاً على نظيره في بلاي ستيشن بسبب تصميمه المستوي وإدراجه في وضع متعدد اللاعبين. شعر مات كاساماسينا من آي جي إن أن يوروكوم قامت «بعمل رائع في إعادة إنشاء تجربة السينما لمالك نينتندو 64، ربما أكثر من أي ترخيص آخر من فيلم إلى لعبة حتى الآن. في مراجعة أقل إيجابية، قال شين ساترفيلد » صرحت غيم سبوت أن العالم ليس كافياً، تنتمي إلى المستوى الأعلى من برنامج نينتندو 64، لكنها تفتقر إلى دقة اللعب التي تتميز بها غولدن آي 007 للوصول إلى الوضع الكلاسيكي. خلص إيدج إلى أنه في حين أن اللعبة تفتقر إلى العناصر المبتكرة، فإنها «لا تزال تقدم الكثير من المتعة لأولئك الذين استنفدوا روائع رار».
تم الإشادة برسومات اللعبة على نطاق واسع لمسافة السحب الطويلة ومعدل الإطارات السلس. لاحظ النقاد أيضاً البيئات المعقولة للعبة، وجودة الملمس، والرسوم المتحركة، والإنفجارات المفصلة للغاية وتأثيرات الجسيمات. تلقت الموسيقى التصويرية والمؤثرات الصوتية إشادة مماثلة. قالت غيم ريفولوشن أن موضوعات الخلفية «تجعل من التجسس ممتازاً»، بينما لاحظت نينتندو باور أن الحوار المنطوق «يضيف لمسة سينمائية» لا يتميز بها غولدن آي 007. صرحت غيم برو بإيجابيات مماثلة، لكنها انتقدت الحبكة لكونها مربكة و «معقدة للغاية من أجل مصلحتها».
أشاد آي جي إن بمهام اللاعب الفردي لتنوعها ووضع العدو الرائع، مشيرة إلى أن كل سيناريو مختلف في كل من ميكانيكا التصميم واللعب. سلط المراجع الضوء بشكل خاص على المهمة الأخيرة نظراً لأقسامها تحت الماء، حيث تتطلب من اللاعبين العثور على جيوب هوائية مخفية حتى يتمكن بوند من التنفس والبقاء على قيد الحياة. في المقابل، لاحظ مارك جرين من مجلة نينتندو 64 أن المهمات كانت مكتوبة إلى حد ما، مما يحد من خيارات اللاعب وتجريبه. وبالمثل، قال إيدج إن أهداف مهمة اللعبة «أثناء التنقل» تمنح اللعبة قدراً معقولاً من الصلابة. أوضح المراجع أنه في حين وضع غولدن آي 007 أو بيرفكت دارك أهداف مهمتهما في بداية كل مستوى، مما يمنح اللاعبين فرصة للتعامل مع المهمة كما يحلو لهم، فإن العالم ليس كافياً «قذائف المدفع للاعب» من هدف واحد إلى  التالي مع مساحة صغيرة لإختراع الإرتجال. ومع ذلك، سلط الضوء على مستوى المراقبة الليلية لكونها«متمحورة حول التخفي بشكل خيالي».
كان الذكاء الاصطناعي للعدو الضعيف وغير المتناسق موضوعاً شائعاً للنقد. وصف موقع غيم سبوت سلوك الأعداء بأنه «يرون، يركضون، يطلقون النار - وهذا كل ما في الأمر»، بينما أشارت مجلة نينتندو 64 إلى أنهم يفشلون بانتظام في اكتشاف اللاعب حتى عندما يقف بجانبهم. تم النظر إلى الأداة على أنها ميزة مفيدة في اللعب، حيث أشارت آل غيم إلى أن اللاعبين بحاجة إلى اكتشاف الطريقة الصحيحة لاستخدام كل أداة. على الرغم من أن غيم زون أبرزت وضع تعدد اللاعبين لقيمة إعادة التشغيل وخيارات اللعب الجماعي، إلا أن النقاد اتفقوا على أن اللعبة تبدو قصيرة مقارنةً بـ بيرفكت دارك. كان الذكاء الاصطناعي للروبوتات متعددة اللاعبين أيضاً من الانتقادات المتكررة. ووفقاً لـ غيم سبوت «فإنها عموماً لا تمثل أكثر من مجرد تفتيت». قام الموقع في وقت لاحق بترشيح العالم ليس كافياً لجائزة اللعبة الأكثر إحباطاً، واصفاً إياه بأنه «بعيداً عن بيرفكت دارك كيلر وغولدن آي 007 التي صُنعت لتكون كذلك.» اعتباراً من ديسمبر 2007، باعت لعبة العالم ليس كافياً أكثر من مليون نسخة في الولايات المتحدة.

## ذات صلة
- يوروكوم بالإنجليزية: يوروكوم: هي شركة بريطانية مطورة لألعاب الفيديو، مقرها ديربي المملكة المتحدة تأسست عام 1988 (قائمة ألعاب يوروكوم).
- نينتندو 64 بالإنجليزية: نينتندو 64 أو تُعرف بإختصار N64 : هي شركة يابانية وثالث نظام ألعاب فيديو أطلقته شركة نينتندو والذي صدر في 23 يونيو 1996 في اليابان؛ وفي 1 مارس 1997 في أوروبا. وهو أول جهاز ل نينتندو الذي يعرض الألعاب في رسوميات ثلاثية الأبعاد (قائمة ألعاب نينتندو 64).
- إلكترونيك آرتس (بالإنجليزية: Electronic Arts)‏ هي شركة أمريكية موزّع وناشر لألعاب الكمبيوتر والفيديو، وهى إحدى شركات الألعاب المنزلية في العالم. في الثمانينات، بدأت الشركة في تطوير الألعاب، التي تعمل على أجهزة الألعاب المنزلية المختلفة.
- مترو غولدوين ماير (بالإنجليزية: Metro-Goldwyn-Mayer) هي شركة إنتاج وتوزيع أفلام أمريكية، تأسست في عام 1924، ومن أشهر الشركات في الأربعينات من القرن الماضي وأحد أكبر شركات الأنتاج السنمائي في هوليوود، وهي معروفة اختصاراً باسم إم جي إم (MGM) ويقع مقرها الرئيسي في بيفرلي هيلز، كاليفورنيا.

## روابط خارجية
موقع 007 العالم ليس كافياً في موبي غيمز
الموقع الرسمي نينتندو 64
الموقع الرسمي إلكترونيك آرتس